# Ирья
Ирья — река в России, протекает по территории Кондинского района Ханты-Мансийского автономного округа. Длина реки составляет 19 км.
Начинается в болотах, окружающих озеро Круглое, лежащее на высоте 58,2 метра над уровнем моря. Течёт в южном направлении среди болот и соснового леса. Впадает в озеро Сатыгинский Туман, лежащее на высоте 38,6 метра над уровнем моря, вблизи деревни Сатыга.
Основной приток — река Малая Ирья — впадает слева.

## Данные водного реестра
По данным государственного водного реестра России относится к Иртышскому бассейновому округу, водохозяйственный участок реки — Конда, речной подбассейн реки — Конда. Речной бассейн реки — Иртыш.
Код объекта в государственном водном реестре — 14010600112115300017143.